# Кащюнас, Лауринас
Лауринас Кащюнас (лит. Laurynas Kasčiūnas; род. 8 января 1982, Вильнюс) — литовский политик, политический аналитик, член Сейма Литовской Республики с 2016 года от Союза Отечества, министр национальной обороны Литовской Республики с 25 марта 2024 по 11 декабря 2024. Избран лидером партии Союза Отечества 9 февраля 2025 года, выиграв с 78 % голосов.

## Детство и образование
Родился в Лаздинае в Вильнюсе в 1982 году и окончил Ажолинскую Гимназию в 2000 году. Изучал политологию в Вильнюсском университете и получил докторскую степень в области общественных наук в 2012 году. С 2007 по 2016 года также вёл лекции на факультете политологии.
С 2012 по 2016 года работал руководителем отдела в Центре Исследования Восточной Европы.

## Политическая карьера

### Национально-Демократическая партия
В 1999 году Кащюнас стал председателем молодёжной организации национал-демократов. Помимо этого, принимал участие в протестах против вступления Литвы в Европейский союз и был членом инициативной группы «За свободную Литву», которая агитировала за голос «против» на референдуме 2003 года. Также вёл антииммигрантскую риторику и заявлял, что однополые браки «приведут к вымиранию нации».
В интервью LRT, Кащюнас охарактеризовал настроения в Литве как «европсихоз». Позже Лауринас дистанцировался от партии и описал своё членство в ней как «путь поиска».

### Союз Отечества
Кащюнас был советником Ирены Дягутене, члена Сейма, с 2009 по 2012 года и присоединился к Союзу Отечества в 2011 году. Его прошлое членство в Национально-Демократической партии вызвало беспокойство, но расследование, проведённое Специальной следственной службой, не посчитало его угрозой национальной безопасности. Был избран в Сейм в 2016 году по партийным спискам. В том же году стал одним из подписантов петиции о запрете ЛГБТ-прайдов в Вильнюсе.
В 2021 году назвал Ремигиюса Жемайтайтиса «ослом» во время дебатов в Сейме по закону о статусе иностранных граждан.
Кащюнас был назначен в председатели оборонного комитета в 2020. Он занимал эту должность до своего назначения министром обороны. В течение своей работы в этой должности Литву затронули миграционный кризис на границе Беларуси и вторжение России на Украину. Впоследствии Кащюнас стал известен за свою жёсткую позицию в отношении иммигрантов и за выступление в пользу разделительной стены на границе с Беларусью.
После отставки Анушаускаса в марте 2024 был назначен на пост министра национальной обороны Гитанасом Науседой. Ушёл в отставку вместе с началом действия нового правительства во главе с Гинтаутасом Палуцкасом.
9 февраля избран на должность лидера Союза Отечества, а 15 марта вступил в свою должность.